# Val-d'Ornain
Val-d'Ornain is een gemeente in het arrondissement Bar-le-Duc in het Franse departement Meuse in de regio Grand Est. De gemeente maakt deel uit van de Communauté d'Agglomération Bar-le-Duc Sud Meuse, een samenwerkingsverband tussen 33 gemeenten. 

## Geschiedenis
De gemeente is op 1 januari 1973 ontstaan door de fusie van de toenmalige gemeenten Bussy-la-Côte, Mussey en Varney en telde op 1 januari 2022 971 inwoners.

## Geografie
De oppervlakte van Val-d'Ornain bedroeg op 1 januari 2022 24,16 vierkante kilometer; de bevolkingsdichtheid was toen 40,2 inwoners per km².

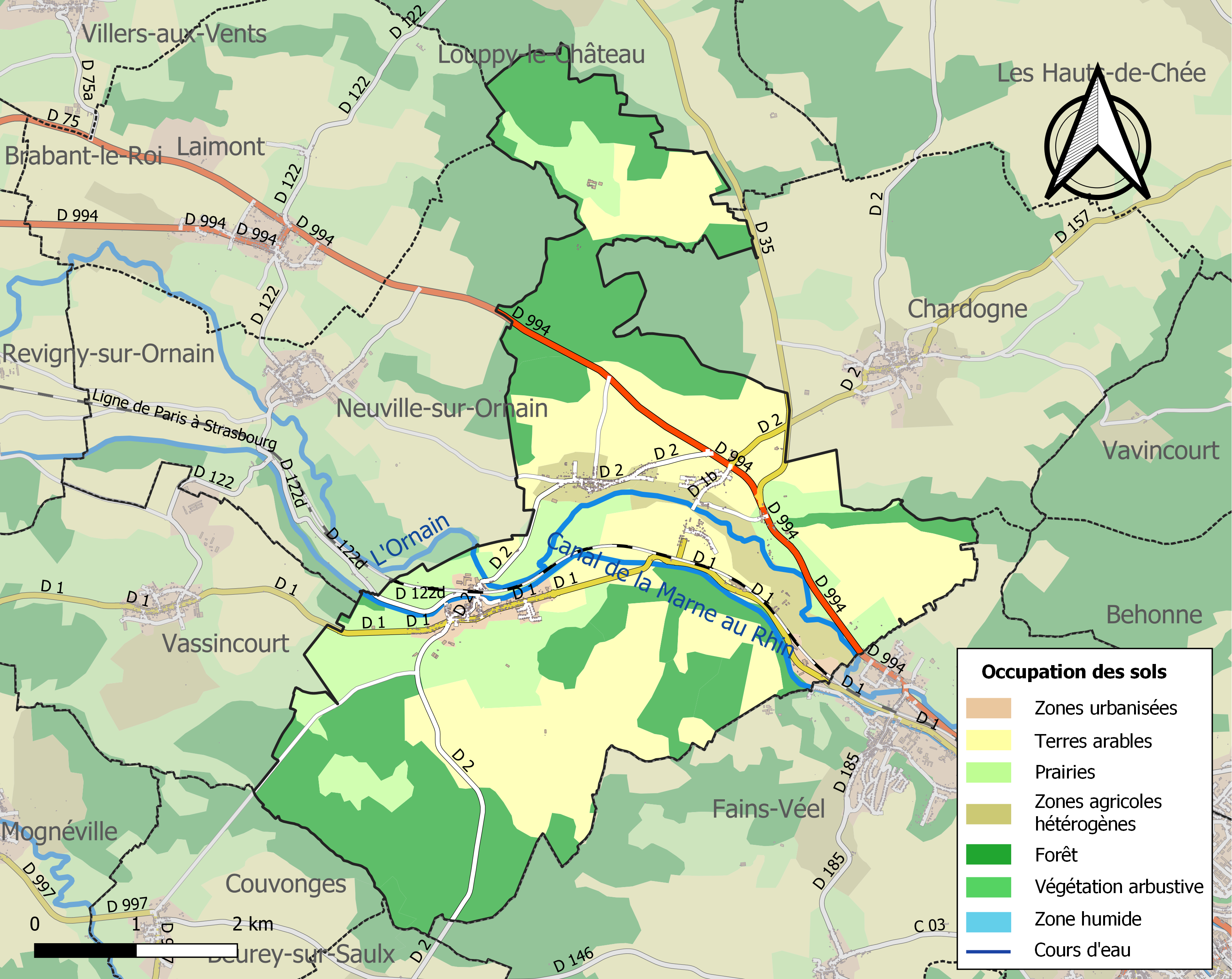
Kaart van de gemeente met de belangrijkste infrastructuur, bodemgebruik en omliggende gemeenten

## Demografie
Onderstaande figuur toont het verloop van het inwonertal (bron: INSEE-tellingen).
Andernay · Beurey-sur-Saulx · Brabant-le-Roi · Chaumont-sur-Aire · Contrisson · Courcelles-sur-Aire · Couvonges · Érize-la-Petite · Les Hauts-de-Chée · Laheycourt · Laimont · Lisle-en-Barrois · Louppy-le-Château · Mognéville · Nettancourt · Neuville-sur-Ornain · Noyers-Auzécourt · Rancourt-sur-Ornain · Rembercourt-Sommaisne · Remennecourt · Revigny-sur-Ornain · Robert-Espagne · Sommeilles · Val-d'Ornain · Vassincourt · Vaubecourt · Villers-aux-Vents · Villotte-devant-Louppy